# Кашкара (Татарстан)
Кашкара — село в Кукморском районе Татарстана. Входит в состав Починок-Кучуковского сельского поселения.

## География
Находится в северо-западной части Татарстана на расстоянии приблизительно 14 км на юг-юго-запад по прямой от районного центра города Кукмор.

## История
Основано в начале XVIII века.

## Население
Постоянных жителей было: в 1859—436, в 1897—741, в 1908—772, в 1920—778, в 1926—937, в 1938—465, в 1949—492, в 1958—273, в 1976—112, в 1979 — 65, в 1989 — 11, 5 в 2002 году (русские 100 %), 2 в 2010.